# Kilkelly, Ireland
Kilkelly, Ireland (рус. Килкелли, Ирландия) — песня конца XX века, написанная американцем Питером Джонсом по мотивам реально существовавших писем (десять из которых сохранилось), написанных его прадедом-ирландцем Бираном Хантом (Byran Hunt) его деду, Джону Койну (John Coyne, в некоторых источниках фигурирует как Джон Хант — John Hunt), эмигрировавшему в 1855 году в США. Песня названа в честь ирландской деревни, в которой жил адресат.
В песне фактически описывается история типичной ирландской семьи 1860—1892 годов; за неграмотного прадеда письма эмигрировавшему после ирландского картофельного голода сыну под диктовку писал школьный учитель, друг семьи (и муж сестры Джона Ханта), Пат МакНамара (Pat McNamara).
Всего в Kilkelly, Ireland пять куплетов; первые четыре повествуют о 1860-х, 1870-х, 1880-х и 1890-х годах, в последнем упоминается смерть Бирана Ханта в 1892 году. В каждом из куплетов рефреном упоминается желание родных вновь увидеть эмигранта.
В первом куплете, по всей видимости, упоминаются продолжающиеся проблемы с картофелем; «проблемы» брата Майкла из второго куплета, предположительно — участие в восстании фениев 1867 года.